# Austrocylindropuntia yanganucensis
Austrocylindropuntia yanganucensis ist eine Pflanzenart in der Gattung Austrocylindropuntia aus der Familie der Kakteengewächse (Cactaceae). Das Artepitheton yanganucensis verweist auf das Vorkommen der Art im Tal Quebrada Yanganuco (Llanganuco) in der peruanischen Region Ancash.

## Beschreibung
Austrocylindropuntia yanganucensis bildet dichte Polster. Auf den ellipsoiden, blaugrünen, bis zu 5 Zentimeter langen Triebabschnitten befinden sich verlängerte Höcker mit bis zu 1 Zentimeter langen Blattrudimenten. Die ein bis vier ungleich langen, aufrechten, hellbraunen bis rötlichen Dornen sind bis zu 2 Zentimeter lang.
Die leuchtend roten Blüten sind klein.

## Verbreitung und Systematik
Austrocylindropuntia yanganucensis ist in der peruanischen Region Ancash verbreitet.
Die Erstbeschreibung als Tephrocactus yanganucensis erfolgte 1957 durch Werner Rauh und Curt Backeberg. Edward Frederick Anderson stellte die Art 1999 in die Gattung Austrocylindropuntia. Weitere nomenklatorische Synonyme sind Opuntia yanganucensis (Rauh & Backeb.) G.D.Rowley (1958), Austrocylindropuntia floccosa subsp. yanganucensis (Rauh & Backeb.) Ostolaza (2008) und Andinopuntia floccosa subsp. yanganucensis (Rauh & Backeb.) Guiggi (2016).
Die Art ist nur unzureichend bekannt und ähnelt Austrocylindropuntia hirschii.

## Nachweise